# 石川心菜
石川心菜（日语：／ Kokona ISHIKAWA，2004年10月11日—），日本女子羽毛球运动员，亦為現日本國家羽毛球隊（B隊）隊員。。

## 簡歷
2022年10月，石川心菜代表日本队出战西班牙桑坦德举行的世界青年羽毛球錦標賽，在率先进行的团体赛中，随队赢得铜牌；而在个人方面，她与搭档清濑璃子以1比2（21-17、13-21、17-21）不敌中国的刘圣书／王汀戈，再度赢得本届赛事的第二枚铜牌。

## 主要比賽成績
只列出曾進入準決賽的國際賽事成績：
| 年份   | 賽事                   | 公開賽級別 | 項目     | 拍檔       | 成績   |
| ------ | ---------------------- | ---------- | -------- | ---------- | ------ |
| 2022年 | 世界青年羽毛球錦標賽   | 其他       | 混合團體 | -          | 季軍   |
| 2022年 | 世界青年羽毛球錦標賽   | 其他       | 女子雙打 | 清濑璃子   | 季軍   |
| 2024年 | 越南羽毛球國際挑戰賽   | 國際挑戰賽 | 女子雙打 | 古根川美櫻 | 亞軍   |
| 2024年 | 塞班島羽毛球國際賽     | 國際挑戰賽 | 女子雙打 | 古根川美櫻 | 冠軍   |
| 2024年 | 中國寶雞羽毛球大師賽   | 超級100賽  | 女子雙打 | 古根川美櫻 | 準決賽 |
| 2025年 | 北馬里亞納羽毛球公開賽 | 國際挑戰賽 | 女子雙打 | 平本梨梨菜 | 冠軍   |
| 2025年 | 北馬里亞納羽毛球公開賽 | 國際挑戰賽 | 混合雙打 | 川邊悠陽   | 亞軍   |
| 2025年 | 塞班島羽毛球國際賽     | 國際挑戰賽 | 女子雙打 | 平本梨梨菜 | 準決賽 |
| 2025年 | 塞班島羽毛球國際賽     | 國際挑戰賽 | 混合雙打 | 川邊悠陽   | 準決賽 |

| 2018-2026年 | 總決賽 | 超級1000賽 | 超級750賽 | 超級500賽 | 超級300賽 | 超級100賽 | 國際挑戰賽 | 國際系列賽 | 未來系列賽 | 其他 |